# 韋爾比夫卡 (魯任區)
49°46′41″N 29°26′7″E / 49.77806°N 29.43528°E
韋爾比夫卡（烏克蘭語：Вербівка），是烏克蘭北部的村莊，隸屬日托米爾州的別爾季切夫區。該村始建於1754年，面積2.12平方公里，海拔高度224米，2001年該村落人口604。